# Kanton Écouen
Kanton Écouen (fr. Canton d'Écouen) byl francouzský kanton v departementu Val-d'Oise v regionu Île-de-France. Tvořilo ho šest obcí. Zrušen byl po reformě kantonů 2014 v dekretu číslo 2014-168 a 22. března 2015 nabyl účinnosti. Obce Écouen, Ézanville, Le Plessis-Gassot a Le Mesnil-Aubry se staly součástí kantonu Fosses. Saint-Brice-sous-Forêt se přeřadila do nově vzniklého kantonu Deuil-la-Barre a obec Piscop do kantonu Domont.

## Obce kantonu
- Écouen
- Ézanville
- Le Mesnil-Aubry
- Piscop
- Le Plessis-Gassot
- Saint-Brice-sous-Forêt